# Danuta Liszewska-Pfejfer
Danuta Hanna Liszewska-Pfejfer (ur. 1936, zm. 26 października 2012 w Warszawie) – polska lekarz chorób wewnętrznych, prof. dr. hab. nauk medycznych.

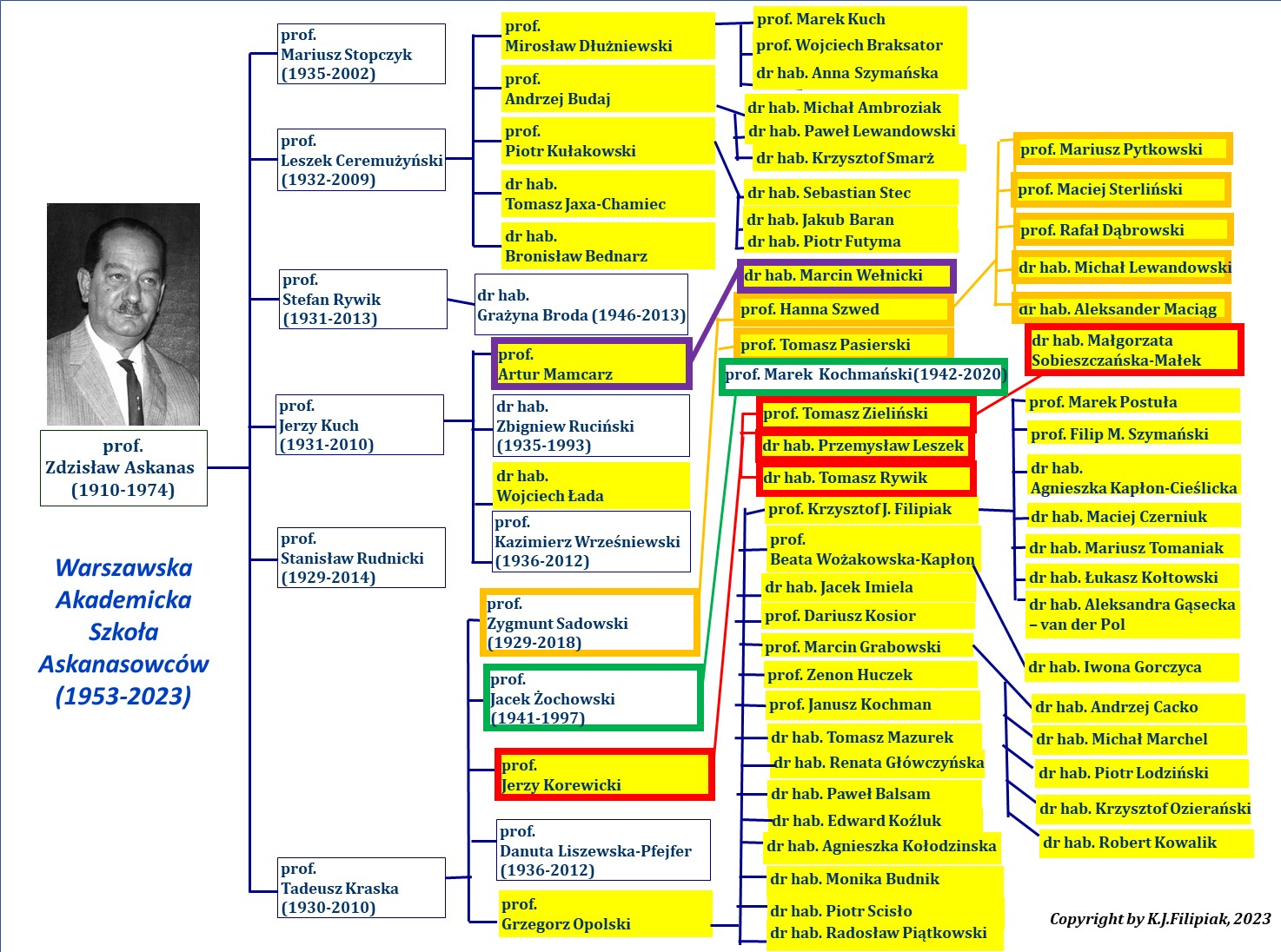
Drzewo genealogiczne przedstawicieli Warszawskiej Akademickiej Szkoły Kardiologii wywodzącej się od prof. Zdzisława Askanasa, do której należała prof. Danuta Liszewska-Pfejfer

## Życiorys

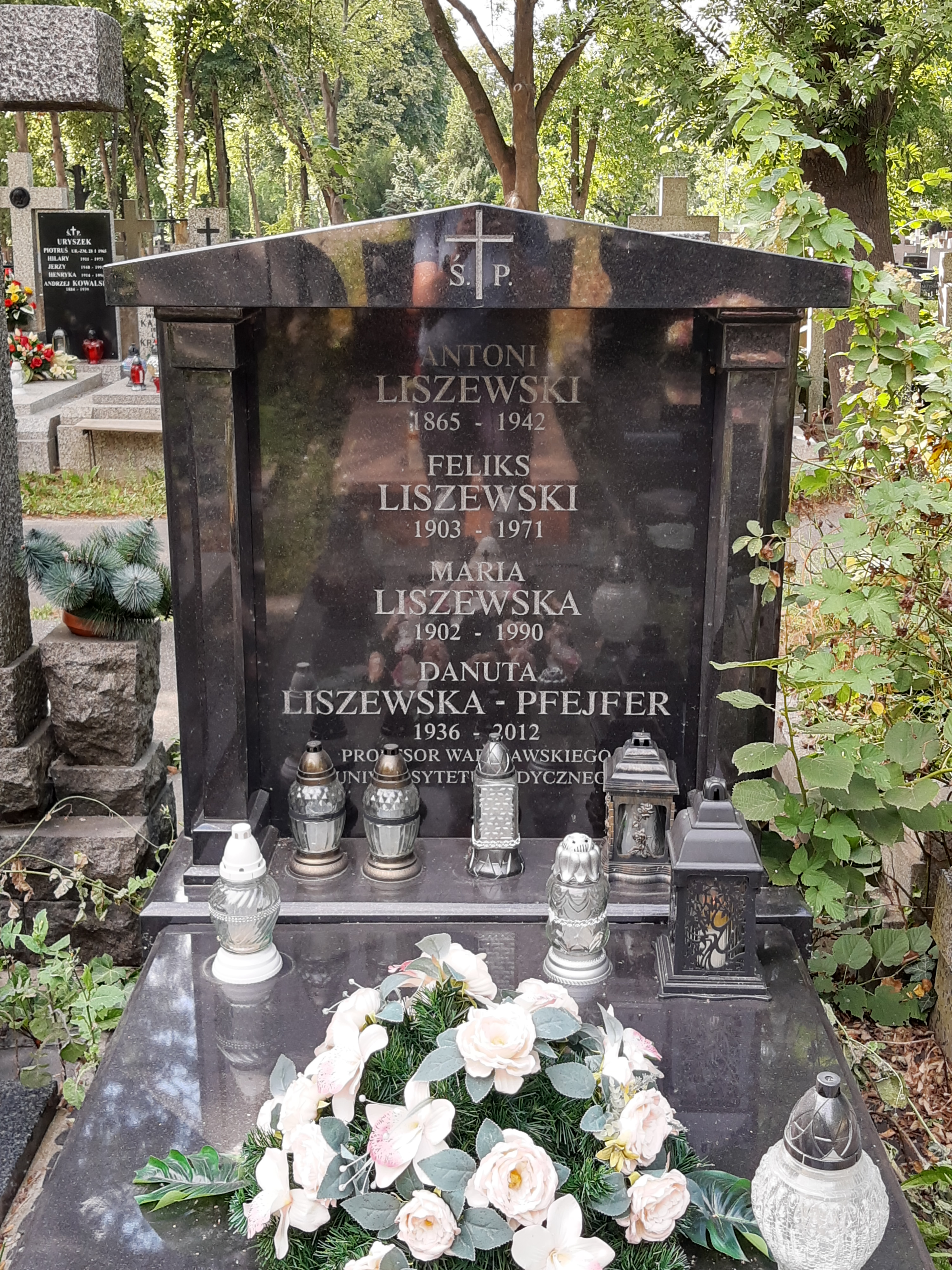
Grób Danuty Liszewskiej-Pfejfer na cmentarzu Bródnowskim w Warszawie

Po ukończeniu studiów w 1960 uzyskała prawo wykonywania zawodu, cztery lata później specjalizację II stopnia w zakresie organizacji ochrony zdrowia. W 1965 uzyskała specjalizację I stopnia w zakresie chorób wewnętrznych. W 1968 obroniła pracę doktorską otrzymując stopień doktora nauk medycznych, a rok później specjalizację II stopnia z chorób wewnętrznych. W 1985 została doktorem habilitowanym, w 1998 uzyskała specjalizację II stopnia z kardiologii, a w 2001 otrzymała tytuł profesora.
W 1968 została pracownikiem naukowym Akademii Medycznej, związała się z zawodowo z Kliniką Chorób Wewnętrznych i Kardiologii Instytutu Stomatologii, od 1995 przez jedenaście lat zajmowała stanowisko kierownika tej kliniki.
Należała do Polskiego Towarzystwa Kardiologicznego, Polskiego Towarzystwa Nadciśnienia Tętniczego oraz Polskiego Towarzystwa Badań nad Miażdżycą.
Otrzymała Złoty Krzyż Zasługi, Krzyż Kawalerski Orderu Odrodzenia Polski, Medal Komisji Edukacji Narodowej, Medal za zasługi dla Akademii Medycznej w Warszawie, Medal za zasługi dla Szpitala Klinicznego Dzieciątka Jezus, a także liczne nagrody rektora Akademii Medycznej.
Zmarła 26 października 2012, pochowany na cmentarzu Bródnowskim (kw. 108L-2-7).